# Jean-Claude Depince

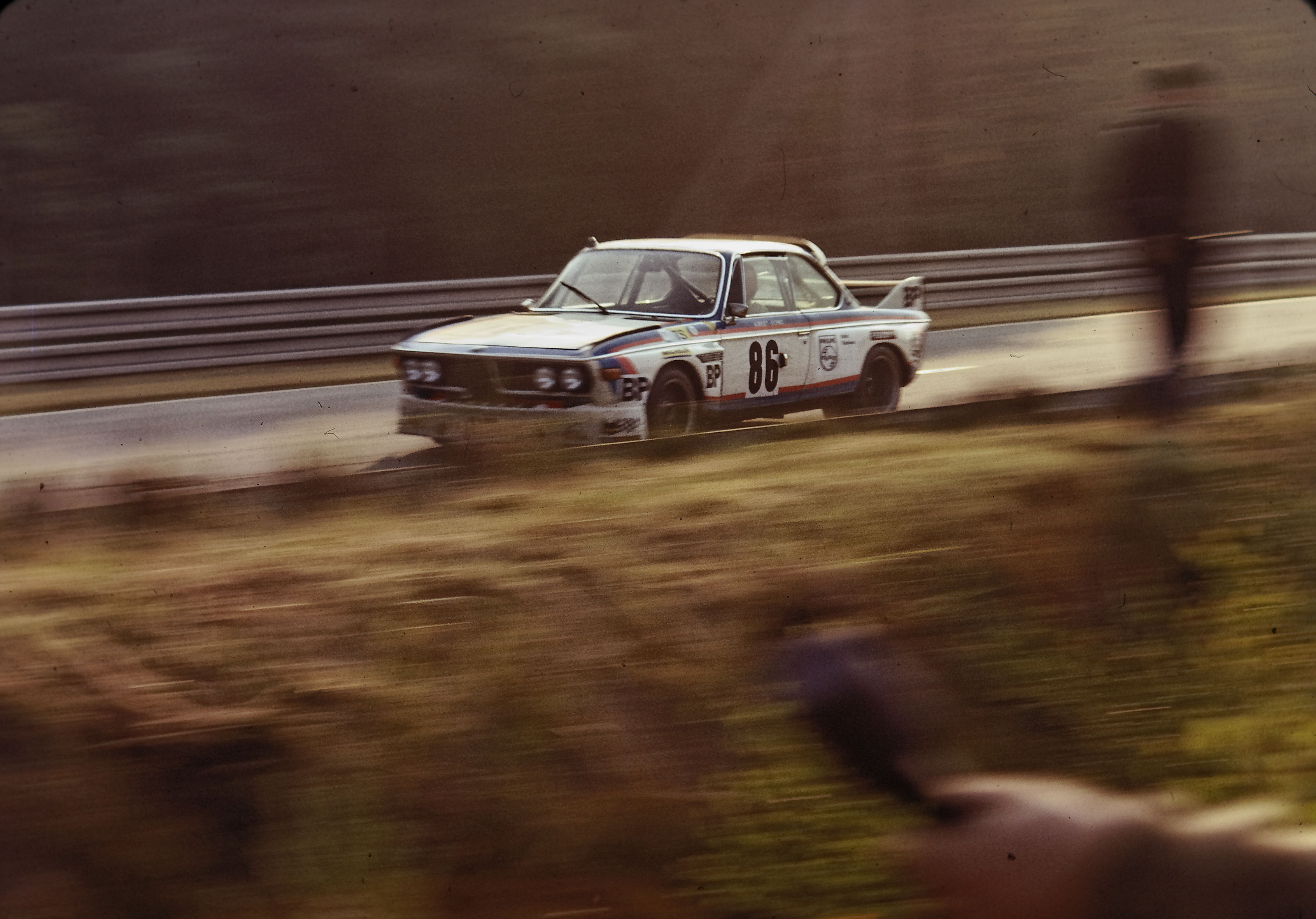
Der BMW 3.0 CSL von Jean-Claude Aubriet und Jean-Claude Depince beim 24-Stunden-Rennen von Le Mans 1974

Jean-Claude Michel Lucien Depince (* 22. Februar 1947 in Granville; † 17. November 1988 in Saclay) war ein französischer Autorennfahrer, der die meisten seiner Rennen unter dem Pseudonym Depnic bestritt.

## Karriere als Rennfahrer
Jean-Claude Depince war in den 1970er-Jahren als Touren- und Sportwagenpilot aktiv. Dazu kamen einige Starts bei Rallyes. Sechsmal startete er beim 24-Stunden-Rennen von Le Mans. Seine beste Platzierung im Gesamtklassement war der 15. Rang 1975 mit Jean-Claude Aubriet im BMW 3.0 CSL.
Sein bestes Tourenwagenergebnis war der vierte Rang beim 4-Stunden-Rennen von Jarama 1974. Die Veranstaltung zählte zur Tourenwagen-Europameisterschaft 1974. 1977 wurde er gemeinsam mit Jean-Louis Ravenel und Jean-Marie Détrin im BMW 530i Gesamtsiebter.

## Statistik

### Le-Mans-Ergebnisse
| Jahr | Team                | Fahrzeug           | Teamkollege         | Teamkollege      | Platzierung | Ausfallgrund       |
| ---- | ------------------- | ------------------ | ------------------- | ---------------- | ----------- | ------------------ |
| 1972 | Écurie Léopard      | Chevrolet Corvette | Jean-Claude Aubriet |                  | Ausfall     | Zylinder überhitzt |
| 1973 | Écurie Léopard      | Chevrolet Corvette | Jean-Claude Aubriet |                  | Rang 18     |                    |
| 1974 | Jean-Claude Aubriet | BMW 3.0 CSL        | Jean-Claude Aubriet |                  | Rang 15     |                    |
| 1975 | Jean-Claude Aubriet | BMW 3.0 CSL        | Jean-Claude Aubriet |                  | Ausfall     | Unfall             |
| 1976 | Chuck Graeminger    | Cheetah G601       | Daniel Brillat      | Michel Degoumois | Ausfall     | Gleichlaufgelenk   |
| 1977 | Jean-Claude Giroix  | BMW 3.0 CSL        | Jacques Coulon      |                  | Ausfall     | Motorschaden       |

### Einzelergebnisse in der Sportwagen-Weltmeisterschaft
| Saison | Team                | Rennwagen          | 1   | 2   | 3   | 4   | 5   | 6   | 7   | 8   | 9   | 10  | 11  | 12  | 13  | 14  |
| ------ | ------------------- | ------------------ | --- | --- | --- | --- | --- | --- | --- | --- | --- | --- | --- | --- | --- | --- |
| 1972   | Écurie Léopard      | Chevrolet Corvette | BUA | DAY | SEB | BRH | MON | SPA | TAR | NÜR | LEM | ZEL | WAT |     |     |     |
| 1972   | Écurie Léopard      | Chevrolet Corvette |     |     |     |     |     | DNF |     |     |     |     |     |     |     |     |
| 1973   | Écurie Léopard      | Chevrolet Corvette | DAY | VAL | DIJ | MON | SPA | TAR | NÜR | LEM | ZEL | WAT |     |     |     |     |
| 1973   | Écurie Léopard      | Chevrolet Corvette |     |     |     |     | 18  |     |     |     |     |     |     |     |     |     |
| 1974   | Jean-Claude Aubriet | BMW 3.0 CSL        | MON | SPA | NÜR | IMO | LEM | ZEL | WAT | LEC | BRH | KYA |     |     |     |     |
| 1974   | Jean-Claude Aubriet | BMW 3.0 CSL        |     | 12  |     |     | 15  |     |     | DNF |     |     |     |     |     |     |
| 1976   | Team Brock          | BMW 3.0 CSL        | MUG | VAL | NÜR | MON | SIL | IMO | NÜR | ZEL | PER | WAT | MOS | DIJ | DIJ | SAL |
| 1976   | Team Brock          | BMW 3.0 CSL        |     |     |     |     | DNF |     |     |     |     |     |     |     |     |     |